# بخش کودرما
بخش کودرما (به انگلیسی: Koderma district) یک منطقهٔ مسکونی در هند است که در North Chotanagpur division واقع شده‌است. بخش کودرما ۱٬۵۰۰ کیلومتر مربع مساحت و ۷۱۶٬۲۵۹ نفر جمعیت دارد.